# Loris Baldi
Loris Baldi (Quarrata, 26 dicembre 1919 – Quarrata, 6 ottobre 2015) è stato un aviatore e militare italiano, che come sottufficiale pilota della Regia Aeronautica assegnato alla specialità caccia, partecipò alla seconda guerra mondiale dove divenne un asso dell'aviazione con 5 vittorie riconosciute, due con la Regia e tre con l'Aeronautica Nazionale Repubblicana. Al termine del conflitto risultava decorato con una Medaglia d'argento al valor militare della Repubblica Sociale Italiana e con la Croce di Ferro di II classe tedesca.

## Biografia
Nacque a Quarrata, in provincia di Pistoia, all'interno di una famiglia di commercianti, il 26 dicembre 1919. Al termine degli studi superiori iniziò a studiare economia e commercio, e si arruolò nella Regia Aeronautica dopo l'entrata in guerra dell'Italia, avvenuta il 10 giugno 1940. Completato l'addestramento iniziale sul campo d'aviazione di Pontecagnano (Salerno) volando a bordo dei biplani Breda Ba.25 e IMAM Ro.41 Maggiolino, effettuò quello per l'assegnazione alla specialità caccia volando sui Fiat C.R.32 e Fiat C.R.42 Falco. Nel tardo corso del 1941, completato l'addestramento come pilota militare, fu assegnato alla 396ª Squadriglia del 154º Gruppo Autonomo Caccia Terrestre, costituita sull'aeroporto di Crotone il 10 ottobre 1940, e posta a difesa della base navale di Taranto. In quel periodo il 154º Gruppo, con una dotazione mista di Fiat C.R.42 Falco e G.50 Freccia effettuò anche numesose missioni di scorta ai convogli di rifornimenti e di pattugliamento antisommergibile. Nel maggio del 1942 la squadriglia e il 154º Gruppo furono riposizionati sull'aeroporto di Rodi-Gadurrà, nelle isole dell'Egeo. In quel periodo il gruppo aveva in dotazione anche i caccia monoplani Aermacchi C.200 Saetta. L'unità fu impiegata in missioni di scorta ai convogli navali diretti in Africa settentrionale italiana, in missioni di ricognizione armata, di scorta agli aerosiluranti e in operazioni antisommergibile.
A partire dal febbraio 1943 arrivarono i primi velivoli Aermacchi C.202 Folgore e la squadriglia rischierata sull'aeroporto di Antimachia, isola di Kos. L'armistizio dell'8 settembre 1943 trovò la 396ª Squadriglia schierata ancora a Kos, dove si sciolse. All'epoca egli invece si trovava in licenza matrimoniale a Quarrata, e dopo aver riflettuto decise di aderire alla neocostituita Aeronautica Nazionale Repubblicana allora in fase di formazione sugli aeroporti del nord Italia. Dopo aver inizialmente volato sui Fiat G.55 Centauro, tra il maggio e il giugno 1944 effettuò in Germania la conversione operativa al caccia Messerschmitt Bf 109G "Gustav". Nell'agosto dello stesso anno entrò in servizio presso la 4ª Squadriglia del 2º Gruppo caccia "Gigi Tre Osei" basato sull'aeroporto di Aviano. Il 2 aprile 1945 mentre combatteva contro una formazione di bombardieri nemici e la loro scorta, il suo Messeschmitt Bf. 109 G-10/AS 11 Nero "Silva", fu colpito e abbattuto tra Villafranca e Pozzolo sul Mincio da un Republic P-47 Thunderbolt del 347th Fighter Group dell'USAAF. Sebbene ferito ad una gamba si lanciò con il paracadute, scoprendo una volta atterrato che il paracadute era rimasto danneggiato prima di effettuare il salto. Durante i durissimi combattimenti di quel giorno l'A.N.R. perse 14 Bf 109 mentre sei piloti rimasero uccisi o gravemente feriti, contro l'abbattimento di sei bombardieri North American B-25 Mitchell e tre caccia P-47 Thunderbolt. Dopo la resa del 25 aprile egli risultava un asso dell'aviazione con 5 abbattimenti al suo attivo, decorato con Medaglia d'argento al valor militare e con la Croce di ferro di II classe tedesca.
Dopo la fine della guerra lasciò definitivamente il mondo dell'aviazione dedicandosi al suo studio di geometra. Più tardi lavorò per una multinazionale impegnata nell'estrazione dell'onice, viaggiando in Russia, Africa e Mongolia. Si spense a Quarrata il 6 ottobre 2015.

## Onorificenze

### Riconoscimenti
Nel 2015 è stato realizzato da Claudio Costa e Lorenzo Ruffini un documentario sulla vita militare di Loris Baldi intitolato la Squadriglia Gigi Tre Osei in cui Baldi ha narrato alcune avventure avute nel corso della guerra.

### Annotazioni
1. ↑  Dopo essere stata integrata da piloti provenienti dalle Squadriglie 361ª e 395ª.
2. ↑  Fidanzato con una ragazza di nome Silvana, che poi divenne sua moglie, Baldi, per renderle omaggio, aveva voluto dipingere il diminutivo del suo nome "Silva" dietro l'abitacolo del suo aereo.